# Саутвелл, Томас, 4-й виконт Саутвелл
Томас Артур Джозеф Саутвелл, 4-й виконт Саутвелл (англ. Thomas Arthur Joseph Southwell, 4th Viscount Southwell; 6 апреля 1836 — 26 апреля 1878) — ирландский пэр.

## Биография
Родился 6 апреля 1836 года. Старший сын подполковника Достопочтенного Артура Фрэнсиса Саутвелла (1789—1849) и его жены Мэри Энн Агнес Диллон, дочери Томаса Диллона. Внук Томаса Артура Саутвелла, 2-го виконта Саутвелла.
В 1855 году Томас Саутвелл поступил на военную службу в британскую армию в чине корнета 13-го гусарского полка, в 1857 году он получил чин лейтенанта, а в 1858 году уволился с военной службы.
29 февраля 1860 года после смерти своего дяди, Томаса Саутвелла, 3-го виконта Саутвелла (1777—1860), не оставившего после себя наследником мужского рода, Томас Саутвелл унаследовал титулы 4-го виконта Саутвелла из замка Матресс в графстве Лимерик (Пэрство Ирландии), 6-го барона Саутвелла из Касл-Матресс в графстве Лимерик (Пэрство Ирландии) и 7-го баронета Саутвелла из Касл-Маттресс в графстве Лимерик (Баронетство Ирландии).
2 августа 1871 года лорд Саутвелл был назначен кавалером Ордена Святого Патрика.
Он занимал должность лорда-лейтенанта графства Литрим с 1872 по 1878 год.
24 августа 1871 года Томас Саутвелл женился на Шарлотте Мэри Барбаре Мостин (ок. 1851 — 4 февраля 1929), дочери сэра Пайерса Мостина, 8-го баронета, и достопочтенной Фрэнсис Джорджианы Фрейзер, дочери Томаса Фрейзера, 12-го лорда Ловата. У супругов было двое детей:
- Артур Роберт Пайерс Саутвелл, 5-й виконт Саутвелл (16 ноября 1872 — 5 октября 1944)[1]
- Достопочтенная Фрэнсис Мэри Уинифред Саутвелл (4 апреля 1874 — 7 марта 1950)[1], в 1898 году она вышла замуж за майора Герберта Мармадьюка Джозефа Стауртона (1873—1932), от брака с которым у неё было пятеро детей.

Лорд Саутвелл скончался 26 апреля 1878 года в возрасте 42 лет. Ему наследовал его единственный сын Артур Саутвелл, 5-й виконт Саутвелл.